# PBS NewsHour
PBS NewsHour est un journal télévisé quotidien américain diffusé en soirée à l'échelle nationale sur plus de 350 chaînes de télévision affiliées à PBS. Il est diffusé sept soirs par semaine et est connu pour sa couverture approfondie de l'actualité,. 

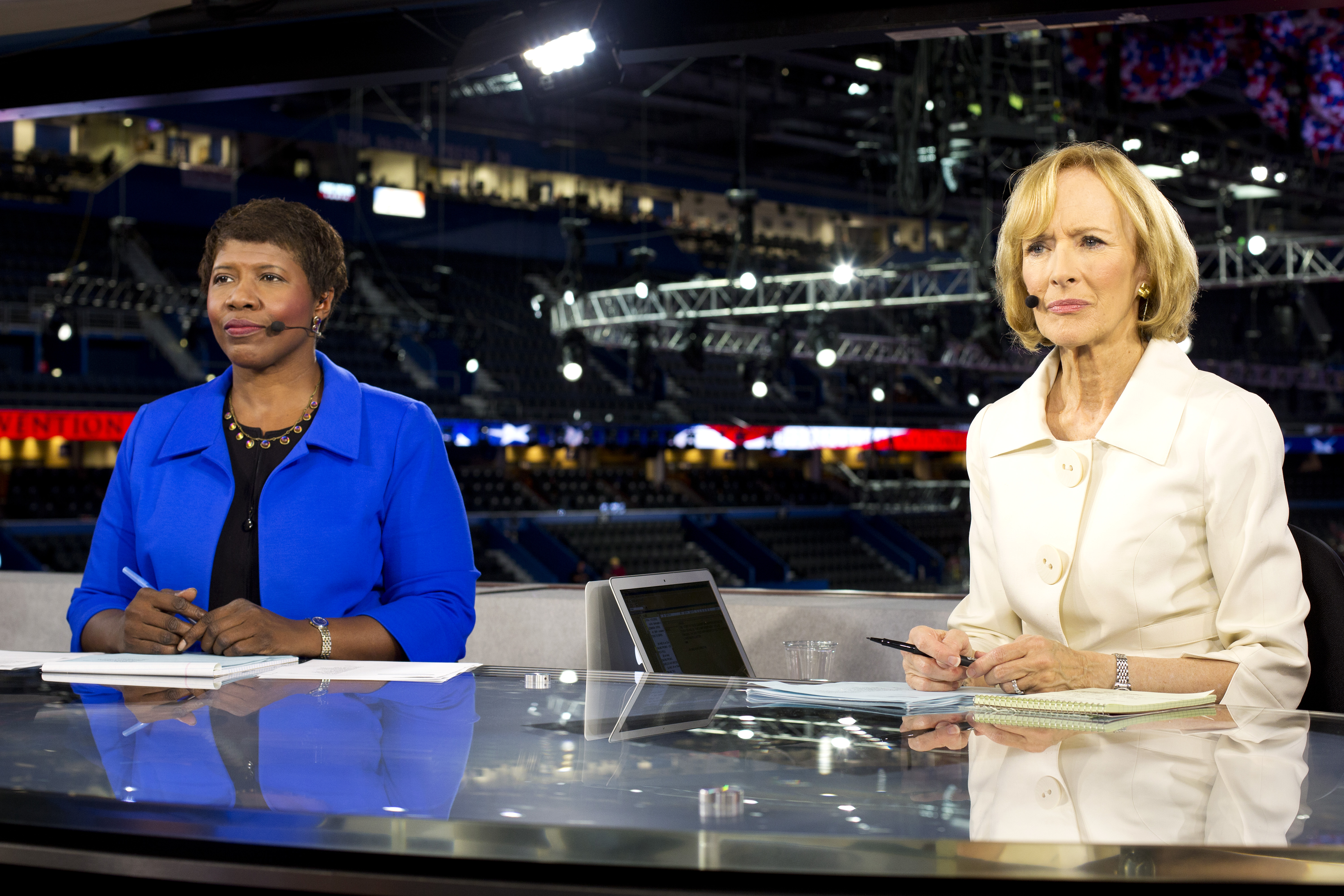
Gwen Ifill et Judy Woodruff.

Présentées par Judy Woodruff (en), les émissions en semaine durent une heure (de 18 h à 19 h heure de l'Est) et sont produites par la station PBS de Washington, D.C., WETA-TV. Du 5 août 2013 au 11 novembre 2016, Woodruff et Gwen Ifill, alors co-présentatrice, est la première et unique équipe de présentation entièrement féminine d'un programme national en soirée à la télévision. Les samedis et dimanches, PBS distribue une édition de trente minutes de l'émission intitulée PBS NewsHour Weekend présentée par, entre autres, par Hari Sreenivasan (en). Le programme est alors produit à New York par WNET. 
Le programme est une collaboration entre WETA-TV, WNET et d'autres stations membres de PBS comme KQED à San Francisco, KETC à St. Louis et WTTW à Chicago.